# Aglaoapis brevipennis
Aglaoapis brevipennis är en biart som beskrevs av Cameron 1901. Aglaoapis brevipennis ingår i släktet kilbin, och familjen buksamlarbin. Inga underarter finns listade i Catalogue of Life.